# جاناتان کوریل
جاناتان کوریل (انگلیسی: Jonathan Curiel؛ زادهٔ ۱۰ ژوئیهٔ ۱۹۶۰) روزنامه‌نگار اهل ایالات متحده آمریکا است.
وی همچنین برندهٔ جوایزی همچون جایزه کتاب آمریکا و برنامه فولبرایت شده‌است.